# جون برات (سياسي)
جون برات (بالإنجليزية: John Pratt)‏ هو سياسي بريطاني (وحمل سابقاً جنسية المملكة المتحدة لبريطانيا العظمى وأيرلندا)، ولد في 9 سبتمبر 1873، وتوفي في 27 أكتوبر 1952. حزبياً، نشط في الحزب الليبرالي. في الانتخابات الفرعية في مجلس العموم البريطاني ‏، انتخب عضو برلمان المملكة المتحدة الـ30 عن دائرة Linlithgowshire (UK Parliament constituency) ‏ (7 نوفمبر 1913 – 25 نوفمبر 1918) وفي الانتخابات العمومية البريطانية 1918 ‏، انتخب عضو برلمان المملكة المتحدة الـ31 عن دائرة Glasgow Cathcart (UK Parliament constituency) ‏ (14 ديسمبر 1918 – 26 أكتوبر 1922).